# Alfred Restieaux
Alfred Restieaux (geb. 7. Februar 1832, Somers Town, London, England; gest. 1911, Nukufetau, Tuvalu) war ein britischer Beachcomber (Strandräuber) und Händler in Polynesien.

## Leben
Restieaux wurde in Somers Town, einem Stadtteil von London, geboren. Er stammte aus einer französischen Familie. Sein Großvater war ein französischer Adliger, der vor der Französischen Revolution nach England geflohen war. Alfred Restieaux wanderte im Alter von 16 Jahren aus nach Australien. Er verließ England auf der Bark Cromwell, kurz nach den Chartistenaufständen in London und langte im August 1848 oder 1849 in South Australia an. Er arbeitete auf Schafstationen und beteiligte sich an Goldsuchen in South Australia und Victoria. Einmal verbrachte er zwei Wochen in Gesellschaft von drei Bushrangern, die nach einem Goldraub auf der Flucht vor der Polizei waren. Es ist möglich, dass dies die Bande von John Francis war, der am Morgen des 20. Juli 1853 die Private Escort Company überfiel, die eine reguläre Eskorte mit Gold aus den McIvor Diggings in Heathcote und Kyneton transportierte.
Später reiste er nach Südamerika, wo er sich in Peru an einer Revolution beteiligte. Er segelte weiter nach San Francisco, wo er sich einer Bande von Teamsters anschloss, welche die Berge und Ebenen durchquerte, um nach Salt Lake City zu gelangen. Dann war er als Vermesser in der Nähe von Nevada City, Kalifornien unterwegs.

### Handel auf den Marshallinseln

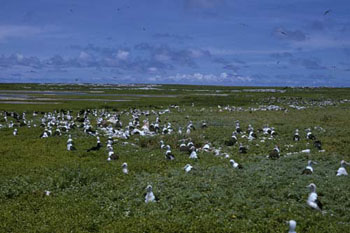
Colony of Lesser Frigate Birds on McKean Island

1867 war Restieaux Vormann einer Guano-Grabungs-Expedition auf McKean Island, einer der Phoenixinseln (heute Kiribati). Ende 1867 war Restieaux Passagier auf der Brigg Kamehameka nach Honolulu. Dort wollte er Freizeit machen. Zu dieser Zeit war Ben Pease der Kapitän des Schoners Blossom und handelte mit Kokos und Kokosnussöl auf den Marshallinseln. Da der Handel gut lief, schickte Pease Ende 1867 seinen Maat George Bridges nach Honolulu, um Mr. C. A. Williams, den Eigner der Blossom zu bitten einen weiteren Schoner zu stellen, und jemanden mit der Aufsicht über die Trading Station auf dem Ponape Stoll (heute: Pohnpei) zu beauftragen. Williams engagierte Restieaux für den Posten auf Ponape und schickte den Schoner Malolo unter Kapitän Bridges. Die Malolo kam am 1. März 1868 am Mili Atoll an. Anstatt nach Ponape weiterzureisen, wurde Restieaux als Aufseher für die Mili Station eingesetzt. Nach neun Monaten verkaufte Williams seine Firma an Glover Dow & Co. aus Shanghai. Mr. Williams schrieb an Restieaux, dass er sich bei Glover Dow & Co für seine Bezahlung einsetzen würde, aber Restieaux erhielt niemals Geld, da die Firma insolvent wurde.
Restieaux arbeitete dann als Agent (Handelsvertreter) für Ben Pease auf dem Ponape Atoll; auch dieses Unternehmen scheiterte. Im August 1871 segelte Restieaux mit Bully Hayes auf der Leonora und landete am Pingelap-Atoll, wo er bis Mai 1872 für Hayes arbeitete. Bully Hayes gab Restieaux eine Promissory Note (Schuldschein), welche drei Monate nach Ausstellung fällig werden sollte, aber die Schuld wurde nie bezahlt. Restieaux segelte jedoch mit Hayes durch die Gilbertinseln (heute: Kiribati) und erreichte Samoa im Dezember 1872. Dort traf er George Lewis Becke, der mit Hayes auf der Leonora reiste und mit seinen später veröffentlichten Geschichten den Mythos um Bully Hayes begründete.

### Handel auf den Ellice Islands

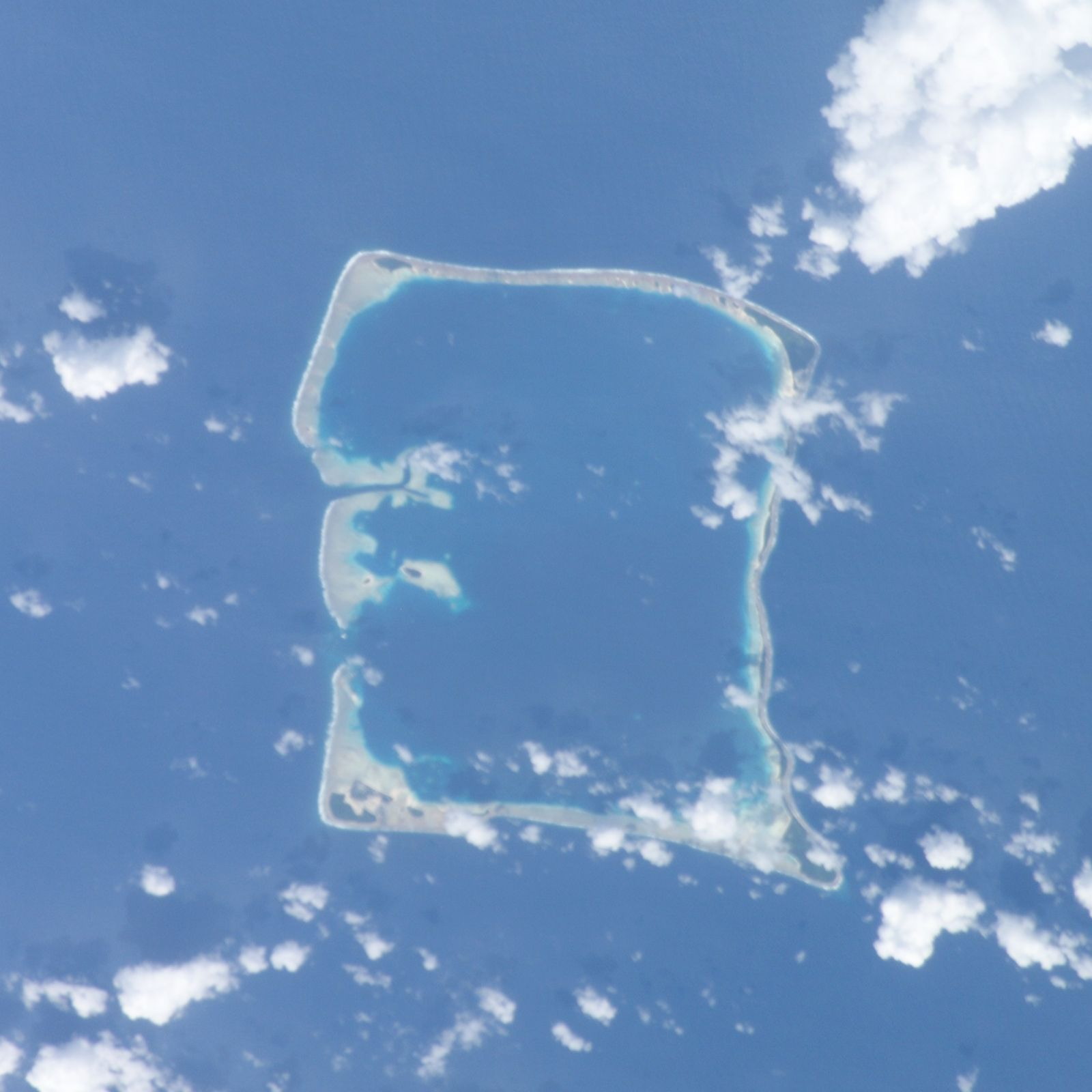
Nukufetau Atoll.

Restieaux verließ Samoa 1873, um auf Nukufetau auf den Ellice Islands (Tuvalu) Handel zu treiben. Ende 1874 oder Anfang 1875 kam die HMS Rosario unter Kommandant Challis nach Nukufetau auf der Suche nach Hayes im Zuge von Anti-Blackbirding-Einsätzen. Restieaux verwies die Suchtrupps nach den Marshallinseln. 1876 kam die HMS Renard unter Captain Pugh nach Nukufetau, erneut auf der Suche nach Hayes.
In den 1870ern begann die Firma J. C. Godeffroy und Sohn aus Hamburg (mit einer Niederlassung in Samoa) den Kopra-Handel in Tuvalu zu dominieren. 1879 war Restieaux J. C. Godeffroys Resident Trader in Nanumea, dem nördlichsten Atoll von Tuvalu. Im selben Jahr wurde die Firma J. C. Godeffroy und Sohn von der Handels-und Plantagen-Gesellschaft der Südsee-Inseln zu Hamburg (DHPG) übernommen. Von etwa April 1880 an lebte George Lewis Becke auf der nahegelegenen Insel Nanumanga, bis der Handelsposten später im Jahr durch einen Zyklon zerstört wurde. Restieaux beschrieb Beck einmal: „er war ein erstklassiger Begleiter, ein guter Geschichtenerzähler oder, wie der arme Jack Buckland es ausdrückte, Louis Beck war ein erstklassiger Lügner.“ („he was first rate company, a good storyteller or as poor Jack Buckland put it, Louis Beck was a first class liar.“)
Während der 1880er arbeitete Restieaux mit DHPG, bis das Unternehmen die Geschäfte in den Ellice Islands aufgab. Restieaux zog im Juli 1881 nach Funafuti. Später im selben Jahr langte George Westbrook  auf Funafuti als Handelsvertreter für Henderson and Macfarlane an. Sie blieben freundliche Kontrahenten. Um 1888–89 zog Restieaux in den Süden des Atolls Nukufetau, die Heimatinsel seiner Frau Litia.
1890 traf Restieaux auf Robert Louis Stevenson, dessen Frau Fanny Vandegrift Stevenson und ihren Sohn Lloyd Osbourne. Sie waren auf ihrer Reise auf der Janet Nicoll, einem Handels-Dampfschiff von Henderson and Macfarlane aus Auckland, Neuseeland, welches zwischen Sydney, Auckland und dem Zentral-Pazifik verkehrte. Fanny schreibt, dass sie Landgang in Funafuti, Niutao und Nanumea machten; Jane Resture hingegen vermutet, dass sie wohl eher in Nukufetau als in Funafuti an Land gingen. Ein Bericht dieser Reise wurde von Fanny Vandegrift Stevenson verfasst und unter dem Titel The Cruise of the Janet Nichol, zusammen mit Fotografien von Robert Louis Stevenson und Lloyd Osbourne.
1892 verzeichnet der Kapitän der HMS Royalist, Captain Davis, das Alfred Restieaux und Emile Fenisot auf Nukufetau lebten.
Ab 1900 nahm die Zahl der „Palagi“ (ausländischen Händler) in Tuvalu stetig ab, so dass 1909 keine Europäer mehr in dem Gebiet lebten, die für ausländische Firmen arbeiteten. Restieaux starb 1911 auf Nukufetau.